# Seznam finskih pesnikov
Seznam finskih pesnikov.

## A
- August Ahlqvist
- Claes Andersson (finski Šved)

## B
- Gunnar Björling

## D
- Elmer Diktonius

## E
- Rabbe Enckell

## G
- Arvid Genetz

## H
- Martti Haavio
- Jenni Haukio
- Hana Helin
- Aaro Hellaakoski

## I
- Markku Into

## J
- Markus Jääskeläinen

## K
- Uuno Kailas
- Alexis Kivi
- Veikko Antero Koskenniemi
- Otto Wille Kuusinen

## L
- Eino Leino

## M
- Otto Manninen
- Arvid Mörne

## O
- L. Onerva
- Lauri Otonkoski

## R
- Johan Ludvig Runeberg

## S
- Pentti Saarikoski
- Kaarlo Sarkia
- Juhani Siljo
- Kirsti Simonsuuri
- Edith Södergran (Edith Irene Södergran: finsko-švedska)

## T
- Ole Torvalds
- Aale Tynni

## W
- Sigurd Wettenhovi-Aspa
- Heidi von Wright (v Švedščini)